# Psychiatria dzieci i młodzieży
Psychiatria dzieci i młodzieży – odrębna specjalizacja lekarska zajmująca się diagnozowaniem i leczeniem chorób psychicznych (patrz ICD-10) występujących u dzieci i młodzieży. W Europie wyrosła z neurologii i neuropsychiatrii, początkowo cechowało ją myślenie biologiczne. W USA jej początek datuje się na lata 50. i upatruje w pracy prawników, pedagogów, psychologów, którzy w trudnym czasie przemian społeczno-politycznych zaczęli zauważać szczególne problemy dzieci i młodzieży.

## Sytuacja w Polsce
W roku 2012 Polsce było 990 łóżek psychiatrycznych dla dzieci i młodzieży, z tego 615 w szpitalach psychiatrycznych i 375 w oddziałach psychiatrycznych w szpitalach ogólnych, przy relatywnie słabym rozwoju służb środowiskowych, najbardziej skutecznych w opiece nad dziećmi i młodzieżą. W roku 2012 funkcjonowało 175 Poradni Zdrowia Psychicznego dla dzieci i młodzieży i tylko około 30 oddziałów dziennych. W Polsce konsultantem krajowym psychiatrii dzieci i młodzieży od 1 marca 2017 jest dr hab. n. med Barbara Remberk.
Odpowiedzią na trudną sytuację systemu psychiatrii dziecięcej w Polsce ma być przygotowywana przez ministerstwo zdrowia reforma, której celem jest stworzenie systemu opartego na trzech poziomach pomocy: opiece środowiskowej opieki psychologicznej i psychoterapeutycznej, centrach zdrowia psychicznego oraz na ośrodkach wysokospecjalistycznej całodobowej opieki.